# Suur Tõll
Suur Tõll (Tõll, o Grande) é um herói gigante que, segundo a mitologia estoniana, habitava na ilha báltica de Saaremaa.